# Prelaz Blatnica
Prelaz Blatnica  (nemško Flattnitz Pass) je vas in prelaz čez Alpe v Krških Alpah (Gurktaler Alpen) v Avstriji. Vasica in  jezero na prelazu, ki imata isto ime, predstavljata mejo zveznih dežel Štajerske in Koroške. Prelaz se nahaja na nadmorski višini 1400 m. Ime kraja izvira iz slovenščine: iz izraza blato, »močvirje«, kot so konec 5. stoletja priseljeni Alpski Slovani tam ležeče plitko jezero. 
Prelaz se nahaja v avstrijski zvezni deželi Koroški in povezuje Glodnico v Krški  dolini s Stadlom na reki Muri, za mejo s Štajersko. Prelaz obsega razloženo naselje z visokogorskim sanatorijem (Luftkurort) in alpskim jezerom (Blatniško jezero). Je priljubljena destinacija za pohodnike in pozimi za tekače na smučeh.
Prelaz je bil verjetno znan že v rimskih časih, prvič pa je omenjen v listini karolinškega cesarja Arnulfa iz leta 898. Leta 1173 so Krški škofje dali postaviti romansko kapelo, posvečeno sv. Janezu Krstniku, ki je bila okoli leta 1330 prezidana v župnijsko cerkev s sosednjo stavbo hospica. Škofje so Blatnico uporabljali kot poletno rezidenco. Prelaz so leta 1478 opustošile otomanske sile. V 17. stoletju je bila Blatnica rudarsko območje za srebro, železovo rudo in svinec.

## Podnebje
Prelaz Blatnica ima subarktično podnebje (Köppen Dfc), ki meji na vlažno celinsko podnebje (Köppen Dfb).